# Kościół Matki Bożej Różańcowej w Kadłubie Turawskim
Kościół Matki Bożej Różańcowej – rzymskokatolicki kościół filialny w Kadłubie Turawskim. Świątynia należy do parafii św. Katarzyny Aleksandryjskiej w Ligocie Turawskiej w dekanacie Zagwiździe, diecezji opolskiej.

## Historia kościoła
Kościół w Kadłubie Turawskim istniał już w 1863. Simon Panic (lokalny bogaty chłop), kupił od żydowskiego właściciela murowany spichlerz (6 na 14 metra), w celu przebudowania go na kaplicę. Panic wraz z małżonką w 1870 nabył w Berlinie, sprowadzony z Włoch obraz Matki Bożej Różańcowej (obecnie wiszący w zakrystii). Pierwszy odpust odprawiono w świątyni w 1932. W czasie II wojny światowej obiekt nie doznał zniszczeń. Około 1966 kaplica była już stanowczo zbyt mała na potrzeby lokalnej społeczności.
Proboszcz Jerzy Obst podjął inicjatywę rozbudowy i w 1967 wystąpił do władz z wnioskiem o stosowne zezwolenie na rozbudowę kościoła o 3-4 metry. Odpowiedź na ten wniosek nie została nigdy udzielona. W maju 1967 grupa mężczyzn ze wsi postanowiła nielegalnie dobudować nową część kościoła. Jeszcze w tym samym miesiącu wykopano rowy fundamentowe o wymiarach 5 na 6 metrów. Budowa środkami gospodarczymi trwała pięć dni i nie spotkała się z reakcją władz.
Rozbudowana świątynia nadal była za mała, w związku z czym postanowiono ponowić nielegalną rozbudowę kościoła. Zastosowano fortel: mieszkańcy składali wnioski na pozyskanie materiałów budowlanych na fikcyjne potrzeby remontu własnych gospodarstw. Gertruda Koc ofiarowała działkę pod rozbudowę. Budowa ruszyła we wrześniu 1967. Świątynię rozbudowano o kolejne 80 m² (8 na 10 metrów) i zakrystię. Tym razem budowę przerwały władze budowlane z Opola, które (wraz milicją) zaplombowały budynek w stanie surowym. 45 osób przesłuchiwano na posterunku MO w Turawie, jednak nikt ujawnił żadnych danych i nie można było wskazać winnych. Poważne problemy miały także władze Gromadzkiej Rady Narodowej, które nie zgłosiły faktu budowy. Sprawę ostatecznie umorzono, a poświęcenia ukończonego kościoła dokonał 12 października 1969 biskup Wacław Wycisk.
W 1986 podwyższono wieżę o 4 metry oraz zmieniono jej pokrycie na miedziane. W Hucie Małapanew odlano dzwony, które poświęcił biskup Jan Bagiński. Organy sprowadzono z Niemiec. Poświęcono je 3 czerwca 1989. W 2019 uroczystościom jubileuszu 150-lecia świątyni przewodził biskup Rudolf Pierskała. Z tej okazji odrestaurowano obraz Matki Boskiej Różańcowej (prace wykonał Adam Dziuba, parafianin).
W 2008 odsłonięto na elewacji tablicę upamiętniającą księdza Jerzego Obsta.